# Александар Каун
Александар Олегович Каун (рус. Александр Олегович Каун; Томск, СССР, 8. мај 1985) је бивши руски кошаркаш. Играо је на позицији центра.

## Каријера
Каун је средње и високо школовање провео у САД. На Флориди је ишао у средњу школу, а потом је од 2004. до 2008. играо и студирао на Универзитету Канзас. Са Канзасом је био НЦАА шампион 2008, а исте године Сијетл суперсоникси су га одабрали на НБА драфту као 56. пика. Ипак није заиграо у НБА већ је потписао за московски ЦСКА. Са њима је провео наредних седам сезона и био пет пута првак Русије и шест пута првак ВТБ лиге. У сезони 2015/16. је играо за Кливленд кавалирсе и са њима освојио НБА шампионат, иако у плеј-офу није улазио у игру.
Са кошаркашком репрезентацијом Русије је освојио бронзану медаљу на Олимпијским играма 2012. у Лондону.

## Успеси

### Клупски
- ЦСКА Москва:
  - Првенство Русије (5): 2008/09, 2009/10, 2010/11, 2011/12, 2012/13.
  - ВТБ јунајтед лига (6): 2008, 2009/10, 2011/12, 2012/13, 2013/14, 2014/15.
  - Куп Русије (1): 2010.

- Кливленд кавалирси:
  - НБА шампион (1): 2015/16.

### Појединачни
- Најбољи дефанзивни играч ВТБ јунајтед лиге (1): 2013/14.

### Репрезентативни
- Олимпијске игре:  2012.